# 宮崎工作

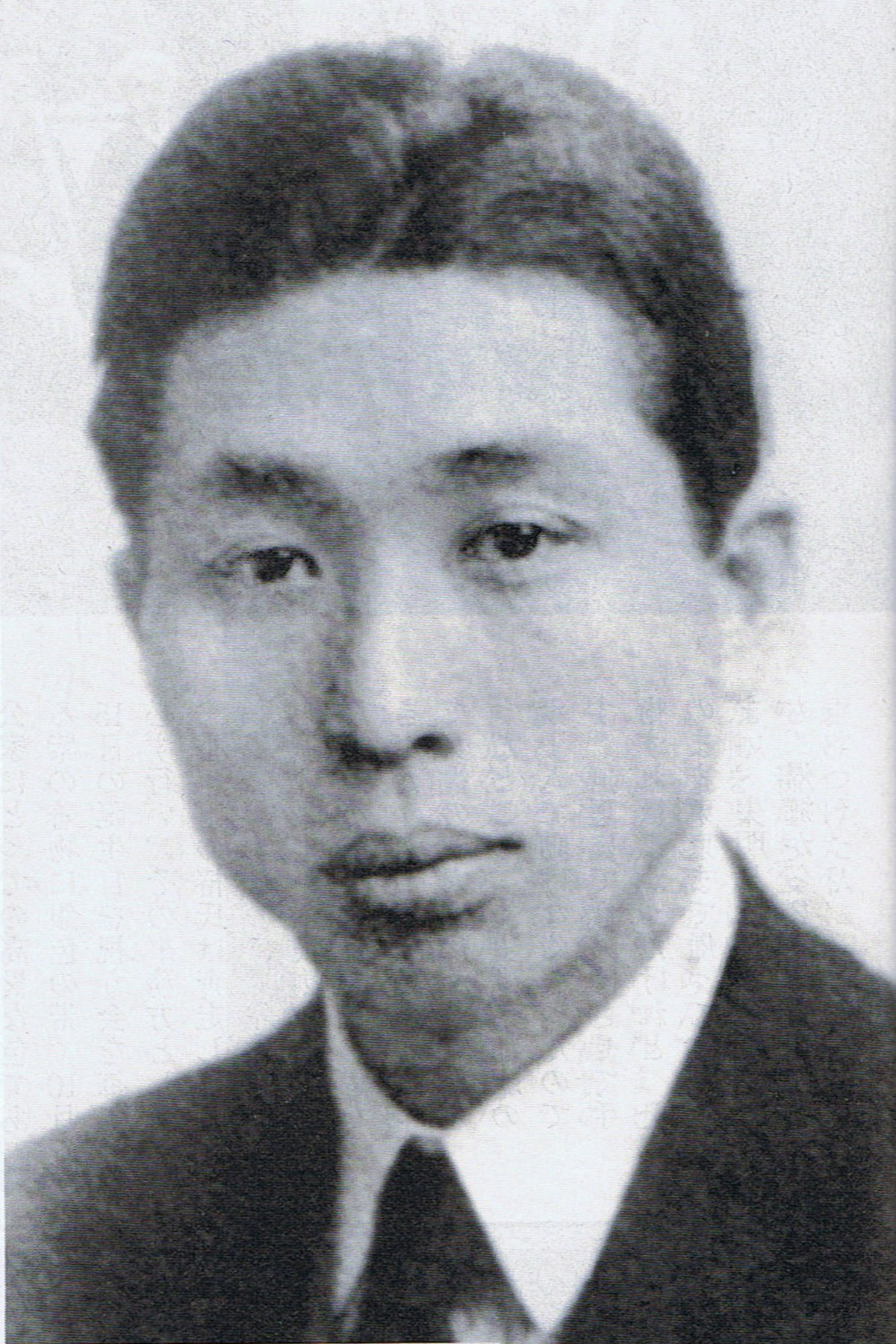
宮崎龍介

宮崎工作（みやざきこうさく）とは、1937年7月7日の盧溝橋事件ののち、急速に悪化した日中関係を打開し、事変拡大を防ぐために、同年7月に計画された和平工作。ただし、未遂に終わる。中国革命の支援者として知られる宮崎滔天の子息、宮崎龍介を通して働きかけようとしたため、その名がある。

## 経緯

### 盧溝橋事件と「現地解決方式」
1937年7月7日夜半、北平（北京）の南西約20キロメートルにある盧溝橋で日本軍（帝国陸軍支那駐屯軍）と中国軍が衝突する盧溝橋事件が起こった。翌7月8日、中国共産党は中国国民に対日全面抗戦を呼びかけ、一方、日本の陸軍参謀本部は、同日、事件が拡大することを防ぐため、現地軍に対し、進んで兵を用いることは避けよとの命令を発した。
7月9日には事実上の停戦状態になったものの、7月10日には蔣介石の南京国民政府が日本に対し抗議の意を表明した。事変の拡大に積極的であったのは、中国では共産党、日本では関東軍であった。
日本側は、これまで同様の事件が起こったときに用いられてきた「現地解決方式」(事件の解決を正規の外交交渉に委ねることはせず、現地軍が地方政権を相手に交渉して解決するやり方）によって処理しようとした。満洲事変後の塘沽協定（1933年5月）にしても藍衣社テロ事件後の梅津・何応欽協定（1935年6月）にしても、この手法を用いて解決が図られてきた。

### 秋山定輔と宮崎龍介

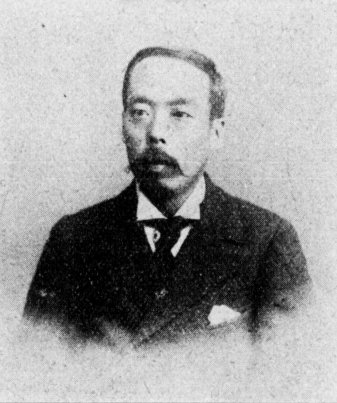
秋山定輔

1937年7月19日、宮崎龍介は、父同様かつて孫文（1925年死去）との親交深かった人物で、当時政界の黒幕とみなされていた旧知の秋山定輔より電話で呼び出された。麹町の秋山宅に行くと、宮崎は秋山より中国へ赴き戦争をやめるよう中国国民党の蔣介石と協議すること、あるいは国民党ナンバー2の汪兆銘を日本に連れてくることを指示され、これについては「近公（内閣総理大臣近衛文麿）が責任をもつ」と告げられた。当初は「すぐに南京に行って蔣介石を連れて来い」との命令だった。何のためにかと宮崎が問うと、秋山は「判りきっているじゃないか、日本外道の懺悔だ。これを蔣君に聞いてもらうんだ。蔣君は聞く耳を持っているはずだ」と述べた。秋山は近衛首相から、中国との和平工作の特使として宮崎を派遣するよう依頼されていたのであった。宮崎は抗日軍総司令の蔣介石を敵国に連れてくるなど、とても無理だと断ると、「汪兆銘ではどうだ」と迫られ、早速に向かうよう急き立てられた。目的を果たせるかどうかの成算もないまま、宮崎は中華民国大使館に蔣介石への問い合わせを依頼した。宮崎は、駐日大使館付高級武官の蕭叔宣を通じ、蔣介石より「南京に来れば会う」との返答を得た。また、蔣からの返電には上海まで迎えを出すとも申し添えてあったので、宮崎は神戸港から上海への汽船「長崎丸」を手配した。

### 露見・拘束
7月23日午後8時、宮崎は東京駅を避けて新橋駅から二等寝台で出発した。切符購入の際の記名には「高田隆助」という変名を用いた。途中で秋山から電報が入ったため、京都で下車して電話で連絡をとると「今朝閣議前に、陸軍大臣の杉山元が近衛公のところへ行くことになっている。何か問題が起こるかも知れんから、そのつもりで気をつけておけよ」という忠告であった。宮崎は持っていた印鑑を航空便で東京へ送り、メモや手帳を引き裂いて処分し、出航15分前という時刻に長崎丸に乗船した。
7月24日午前9時頃、宮崎が船室に入ったのち、サロンに出るとそこで「失礼ですが、あなたは宮崎さんですね」と私服の憲兵隊員（神戸憲兵分隊員）に肩をたたかれ、下船するよう告げられた。宮崎は相手側と打ち合わせた上での渡航であると言い返したが、荷物はすでに下ろされていた。蕭武官と南京とのあいだの電報は陸軍に傍受されており、宮崎の上海行きも海軍がその事実を電報傍受によってつかんでいた。これを知った陸軍強硬派が憲兵を動かして宮崎を拘束したものと考えられる。宮崎の回想録には、陸軍省の後宮淳軍務局長が宮崎が東京を出発する前後に近衛に面会を謝絶されていたこと、宮崎宅が憲兵によって四六時中見張られていたことが記されており、露見は時間の問題であったと推測される。
宮崎は神戸憲兵分隊で待たされた後、「県庁に知り合いはいないか」と尋ねられた。神戸で憲兵に捕まった事を知った近衛は、憲兵から司法省に引き取らせようと考え、塩野季彦司法大臣→馬場鍈一内務大臣→岡田周造兵庫県知事というルートで身柄の引き取りを命じていたという。そうとは知らない宮崎は憲兵隊にいすわり、7月31日の午後になって本部から来た私服の曹長に簡単な供述調書をとられた。内容は「近衛公の依頼を受けて南京へ行こうとしたのは誤りであった」という曹長の作文であり、宮崎は署名だけはしたものの拇印は押さなかった。なお、宮崎宅は宮崎が憲兵に捕まってすぐ家宅捜索を受けており、宮崎留守のあいだ一家はこれを避け、長野県蓼科の別荘に避難していた。
翌8月1日、宮崎は東京へ送還され、憲兵本部で始末書を提示された。その内容は前日の供述書と同じく「近衛公の私的依頼を公的な依頼だと思ったのは誤解であった」というものであり、これに署名捺印すればすぐに釈放する手はずになっていると告げられた。宮崎が憲兵本部から釈放されると、妻の燁子（柳原白蓮）とその友人が迎えに来ていた。秋山定輔の方は3日間憲兵隊本部に身柄を拘束され、彼の自宅もまた厳しい家宅捜索を受けた。こうして宮崎が一役担うはずだった日中全面戦争回避の和平工作は幻に終わった。
のちに宮崎が第1次近衛内閣の内閣書記官長だった風見章と話す機会があったとき、工作のための中国への渡航費用4,000円は内閣が出したものであった事実を風見より知らされたという。
近衛文麿が半ば公的な資格で自身の密使として宮崎龍介を選んだのは、彼が中国革命の支援者であった宮崎滔天の長男だったことも当然あずかっていたと思われるが、近衛の回想（近衛文麿『平和への努力』1946年）によれば、1936年の二・二六事件の直後、中華民国駐日大使館筋から日中和平の連絡係として「若いところで宮崎龍介、年寄りでは秋山定輔」という実名をあげて希望が示されていたことを近衛が印象深く記憶していたのだという。

## 意味と評価
未遂には終わったものの、この工作は紛争発生直後に企図された具体的な和平工作の嚆矢となった。日中戦争の和平工作はしかし、結果として結実したものはただの1つもなかった。宮崎工作は、政府が関与した密使によるものであること、軍による妨害、密使に起用された人物がいずれも中国側の信頼厚い人びとであることなど、後続する和平工作の基本パターンがすべて出そろっている。その評価は、トップによる直接交渉が結局は実現できなかったことと合わせ、今後も検討していく必要がある。